# Вирджинская армия
Вирджинская армия (англ. The Army of Virginia) — одна из полевых армий Союза во время гражданской войны в США, которой командовал генерал Джон Поуп. Создана и расформирована в 1862 году. Её не следует путать с Северовирджинской армией Конфедерации.

## История
Вирджинская армия была сформирована 26 июня 1862 года Приказом № 103 из подразделений четырех департаментов:
- Горный департамент генерал-майора Джона Фримонта
- Департамент Раппаханок генерал-майора Ирвина Макдауэлла
- Департамент Шенандоа генерал-майора Натаниэля Бэкса
- Военный дистрикт Вашингтон бригадного генерала Самуэля Стёрджиса

Командующим армией был назначен генерал-майор Джон Поуп. Фримонт, как старший по званию, отказался служить под его началом и был заменен на Франца Зигеля.
Армия состояла из трех корпусов и насчитывала около 50 000 человек. К ней также были присоединены три корпуса Потомакской армии.
Генерал Джордж Гордон в своих воспоминаниях называет другие цифры. По его статистике корпус Зигеля официально насчитывал 11 500 человек, корпус Бэнкса официально насчитывал 14 500, но реально имел около 8 000, и корпус Макдауэлла насчитывал 18 400. Итого 38 000 плюс 5 000 кавалерии. 
Армия прекратила своё существование в начале сентября, причем даже без формального приказа. 5 сентября генерал Поуп послал главнокомандующему Халеку телеграмму, где писал, что получил от Макклеллана распоряжение приготовить свою команду к маршу. Поуп спрашивал, что это за команда и где она находится. Макклеллан, по его словам, разбросал его части по разным направлениям и теперь Поуп не знает положения ни единого полка. Он спрашивал, должен ли он командовать и должен ли он подчиняться Макклеллану. Халек ответил ему, что Потомакская и Вирджинская армии сливаются (being consolidated), а Поупу следует отправиться за инструкциями к военному секретарю. По словам Макклеллана, эти две телеграммы - единственные документы, связанные с расформированием Вирджинской армии.

## Командующий
Генерал-майор Джон Поуп (26 июня — 12 сентября)

## Организация
Первые три корпуса Вирджинской армии получили нумерацию, которая пересекалась с нумерацией корпусов Потомакской армии. Впоследствии они были переименованы.
- I Корпус под командованием Франца Зигеля. Создан из частей департамента Джона Фримонта, однако Фримонт отказался служить в армии Поупа и был заменён на Зигеля. Корпус впоследствии переименован в XI корпус Потомакской армии.)
- II корпус под командованием Натаниэля Бэнкса
- III корпус под командованием Ирвина Макдауэлла. Впоследствии переименован в I корпус Потомакской армии.
- Кавалерийская бригада Джорджа Байарда

Во время Северовирджинской кампании армии были приданы ещё три корпуса:
- III корпус Потомакской армии, ком. Самуэль Хейнцельман
- V корпус Потомакской армии, ком. Фицджон Портер
- IX корпус Потомакской армии, ком. Джессе Рено
- Пенсильванская резервная дивизия, ком. Джон Рейнольдс

## Сражения
- Сражение у Кедровой горы (участвовал только корпус Бэнкса)
- Второе сражение при Булл-Ран
- Сражение при Шантильи (участвовало только несколько подразделений)